# Oderadî, Kiverți
Oderadî (în ucraineană Одеради) este un sat în comuna Pokașciv din raionul Kiverți, regiunea Volînia, Ucraina.

## Demografie
Componența lingvistică a localității Oderadî
     Ucraineană (99,72%)
     Alte limbi (0,28%)
Conform recensământului din 2001, majoritatea populației localității Oderadî era vorbitoare de ucraineană (99,72%), existând în minoritate și vorbitori de alte limbi.